# ذخیره‌گاه طبیعی ریتسا
}}
ذخیره‌گاه طبیعی ریتسا (به لاتین: Ritsa Strict Nature Reserve) یک منطقه حفاظت‌شده در گرجستان است که در آبخاز واقع شده‌است.